# Цурын
Цурын (пол. Curyn) — деревня в Бяльском повете Люблинского воеводства Польши. Входит в состав гмины Вишнице. По данным переписи 2011 года, в деревне проживало 188 человек.

## География
Деревня расположена на востоке Польши, на расстоянии приблизительно 34 километров к юго-востоку от города Бяла-Подляска, административного центра повета. Абсолютная высота — 154 метра над уровнем моря. К западу от населённого пункта проходит региональная автодорога 812.

## История
Согласно «Справочной книжке Седлецкой губернии на 1875 год» деревня входила в состав гмины Городище Влодавского уезда Седлецкой губернии.
В период с 1975 по 1998 годы находилась в составе Бяльскоподляского воеводства.

## Население
Демографическая структура по состоянию на 31 марта 2011 года:
|         | Всего | До трудоспособного возраста | Трудоспособного возраста | Старше трудоспособного возраста |
| ------- | ----- | --------------------------- | ------------------------ | ------------------------------- |
| Мужчины | 85    | 13                          | 64                       | 8                               |
| Женщины | 103   | 28                          | 54                       | 21                              |
| Всего   | 188   | 41                          | 118                      | 29                              |